# مهرجان "خاري بولبول"
مهرجان خاري بولبول الموسيقي (بالأذرية:  Xarıbülbül Musiqi Festivalı) – مهرجان موسيقي ينعقد في مدينة شوشا منذ 1989. وأقيم مهرجان «خاري بولبول» في 12-13 مايو عام 2021 لأول مرة بعد تحرير مدينة شوشا من إحتلال الأرمني.

## تاريخ المهرجان

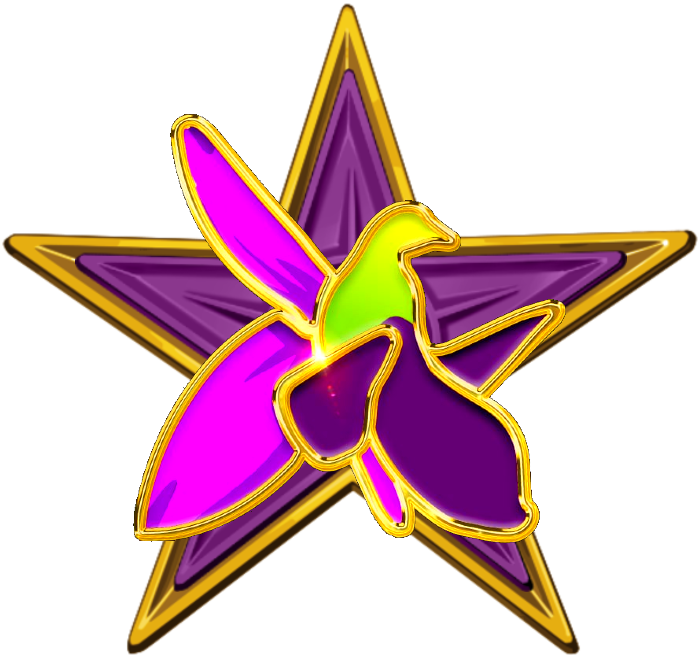
نجمة الحظيرة الذهبية والأرجوانية مع أيقونة خاري بلبل

أقيم مهرجان دولي للموسيقى «خاري بولبول» منذ عام 1989 بمناسبة الذكرى السنوية المائة للمغني والمطرب الشهير سييد شوشينسكي.
عقدت المهرجان سنويا في شهر مايو بمشاركة الدول مثل اليابان والولايات المتحدة الأمريكية وتركيا وألمانيا وإسرائيل وإيطاليا وإسبانيا والنمسا وأفغانستان والدول في الاتحاد السوفيتي. عقدت المهرجان الأخير في صهر مايو لعام 1992 قبل إحتلال مدينة شوشا من قبل أرمنيا. 

## المهرجان في 2021
أعلن رئيس جمهورية أذربيجان إلهام علييف مدينة شوشا عاصمة الثقافة للبلد بموجب مرسوم مؤرخ في 7 مايو عام 2021.
وعقدت المهرجان في 12-13 مايو لعام 2021 لأول مرة بعد توقف دام ثلاثين عاما في جيدير دوزو في  شوشا. نظمت المهرجان من قبل مؤسسة حيدر علييف.

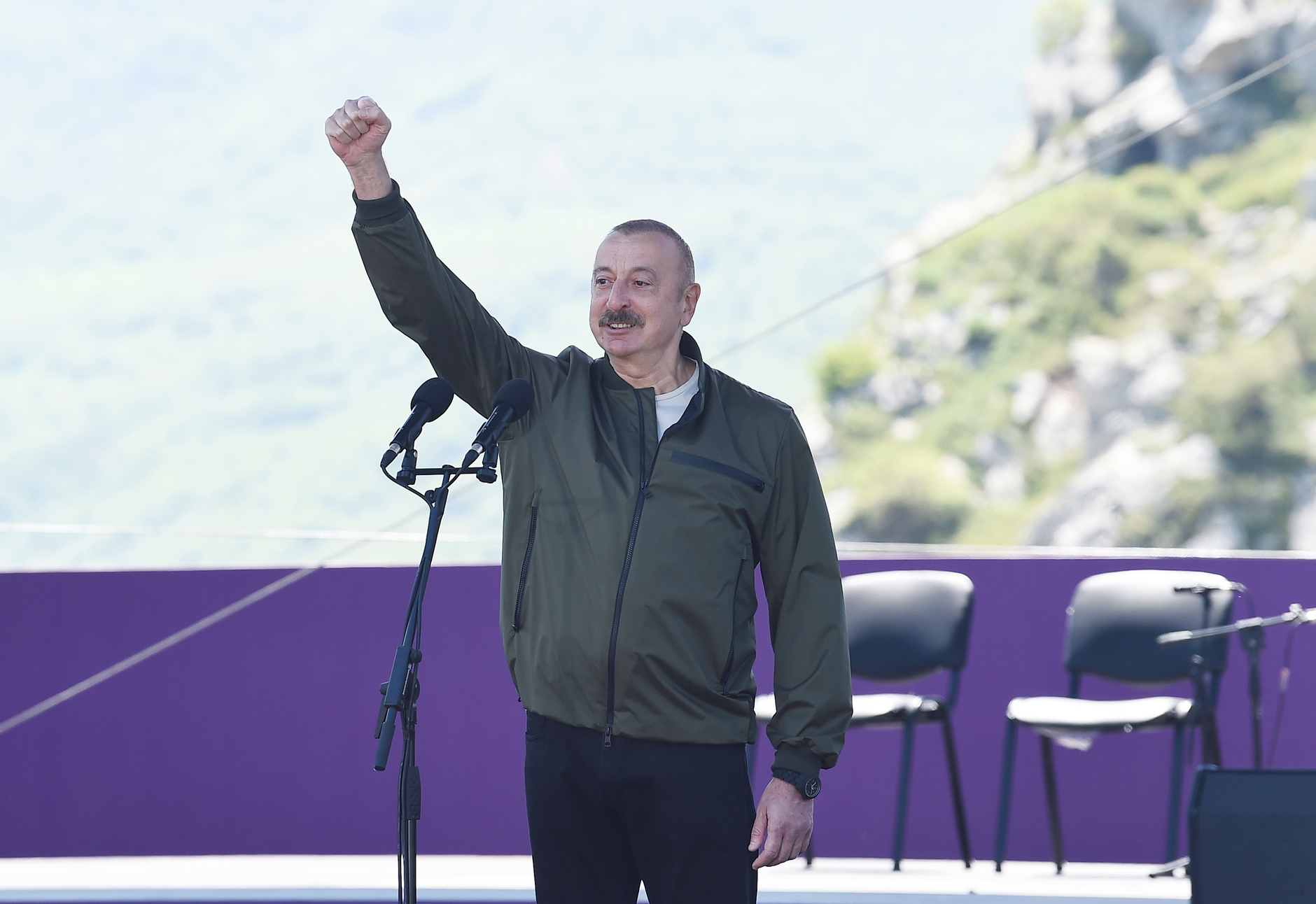
حضر إلهام علييف اختتام مهرجان "خاري بولبول" في شوشا

وفي اليوم الأول، أدت فرق موسيقية ورقصية لشعوب أذربيجان في المهرجان، وعرضت مقاطع فيديو من عروض المغنيين الأذربيجانيين بولبول وسييد شوشينسكي وخان شوشينسكي ورشيد بهبودوف وشوكات علاكباروفا، وتم تصويرها في سنوات مختلفة في  شوشا.
وأقيم حفل موسيقي في اليوم الثاني من المهرجان. وقدمت الموسيقى الكلاسيكية للملحنين الأذربيجانيين. وافتتح برنامج الحفلات الموسيقية بمقدمة أوبرا «كيروغلو» الأوركسترا السيمفونية الحكومية الأذربيجانية ومصلى جوقة الدولة الأذربيجانية.

## معرض الصور

### العروض في المهرجان

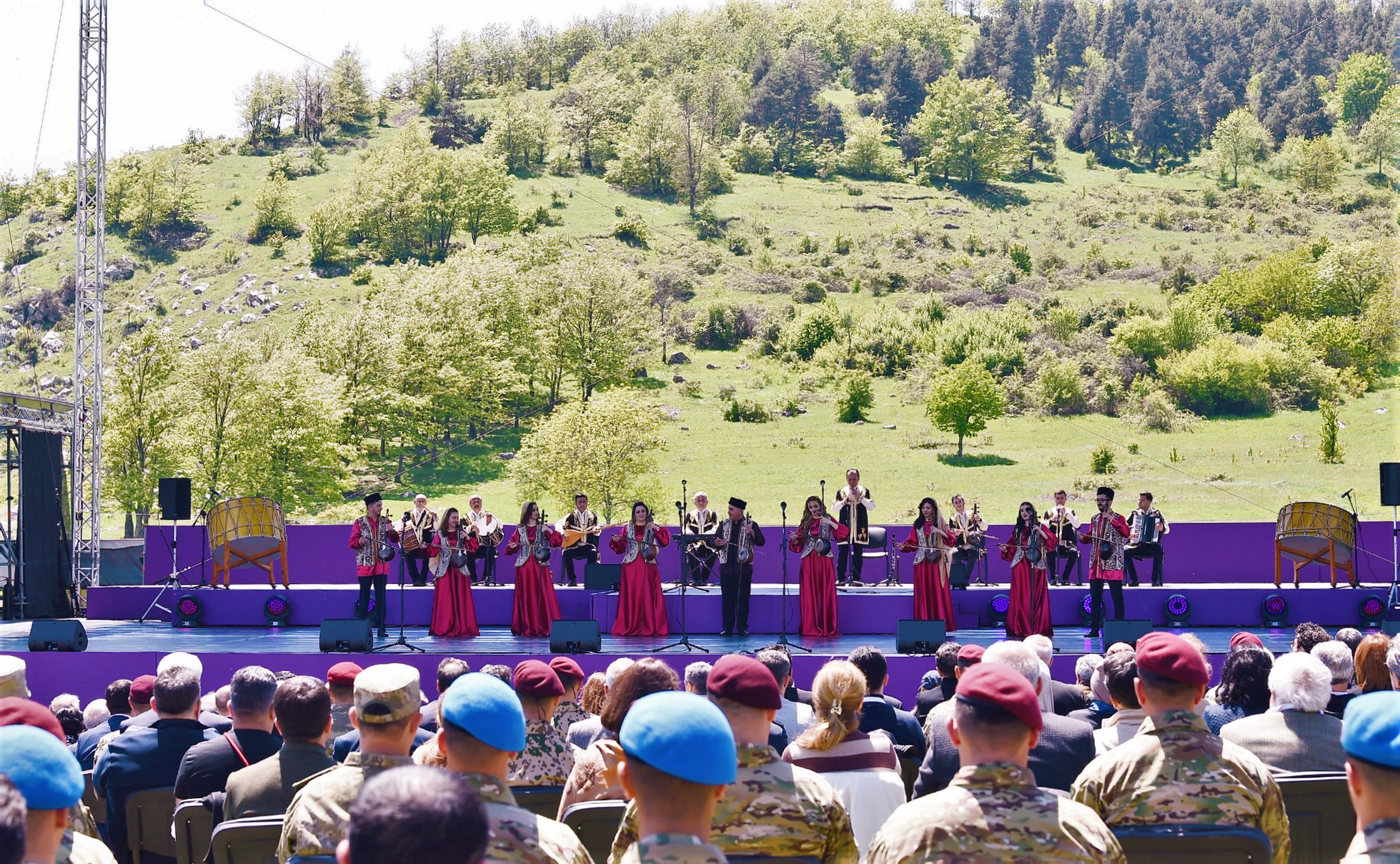
فرقة كمنجة تحت إشراف إلشان مانسوروف تؤدي رقصة "أوزونديري".
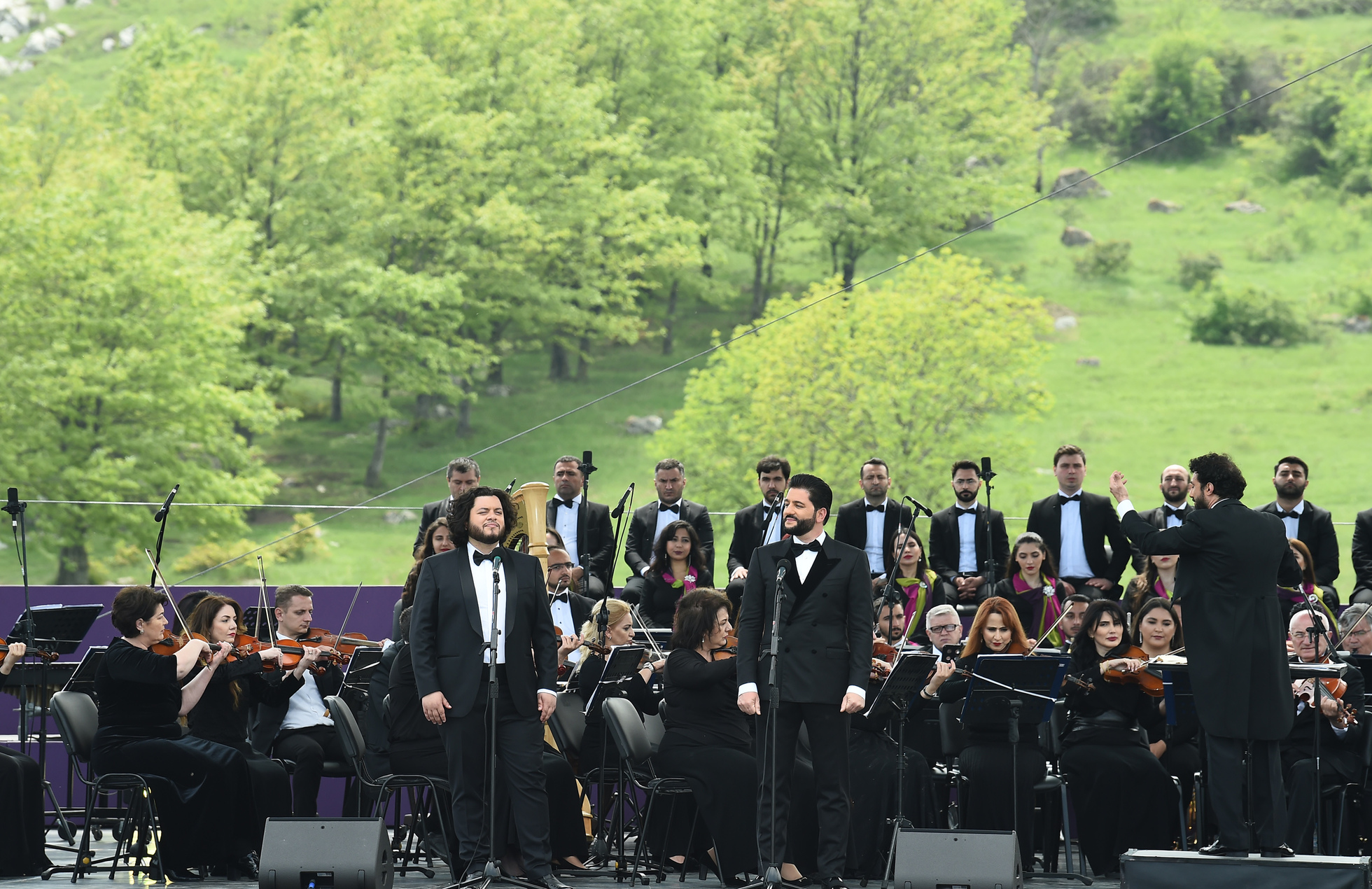
يوسيف إيفازوف وعزير زاده يؤديان رواية "بلدي"
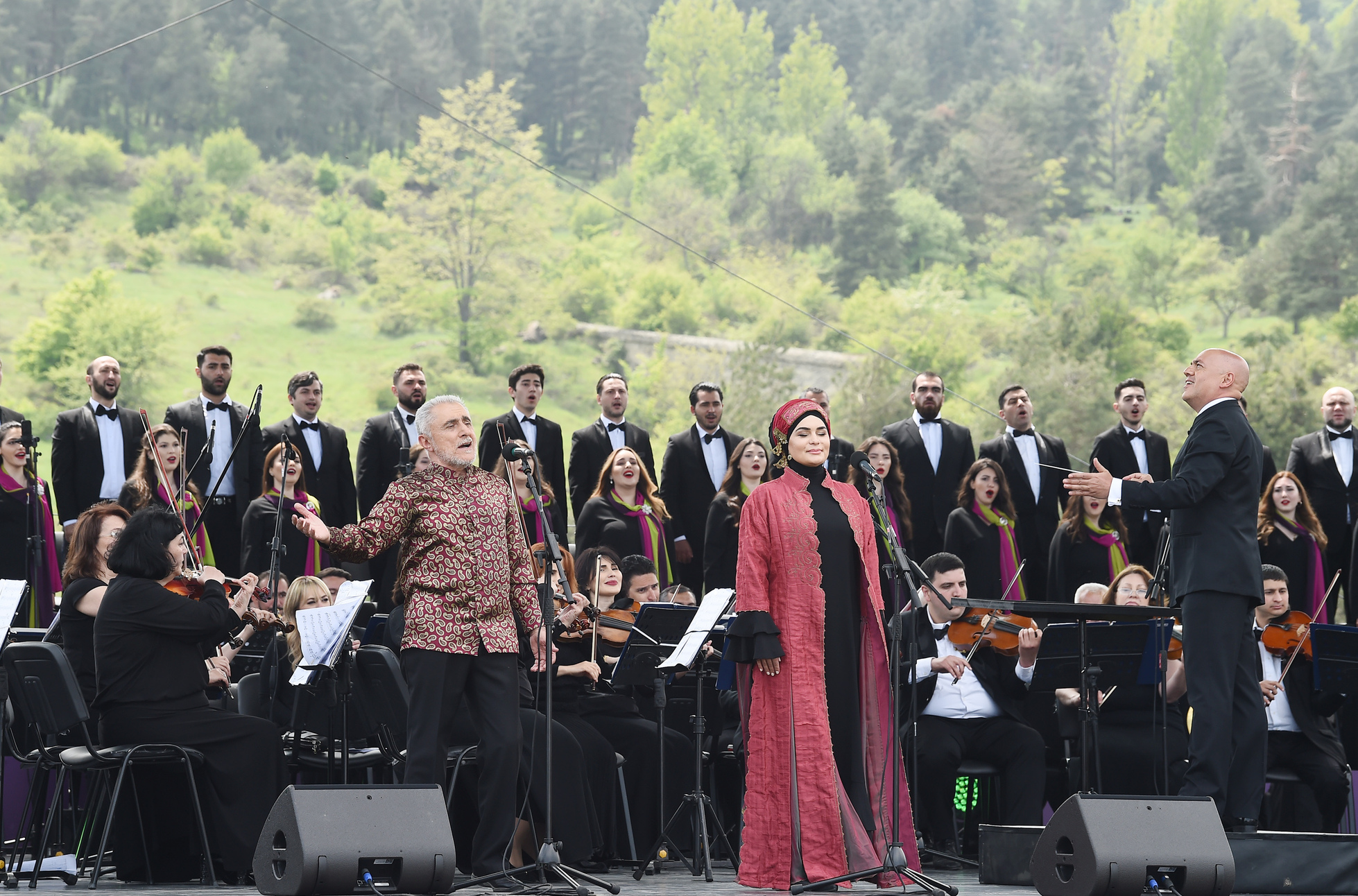
يعرضان عاليم قاسموف وفركانا قاسيموفا في مهرجان "خاري بولبول"
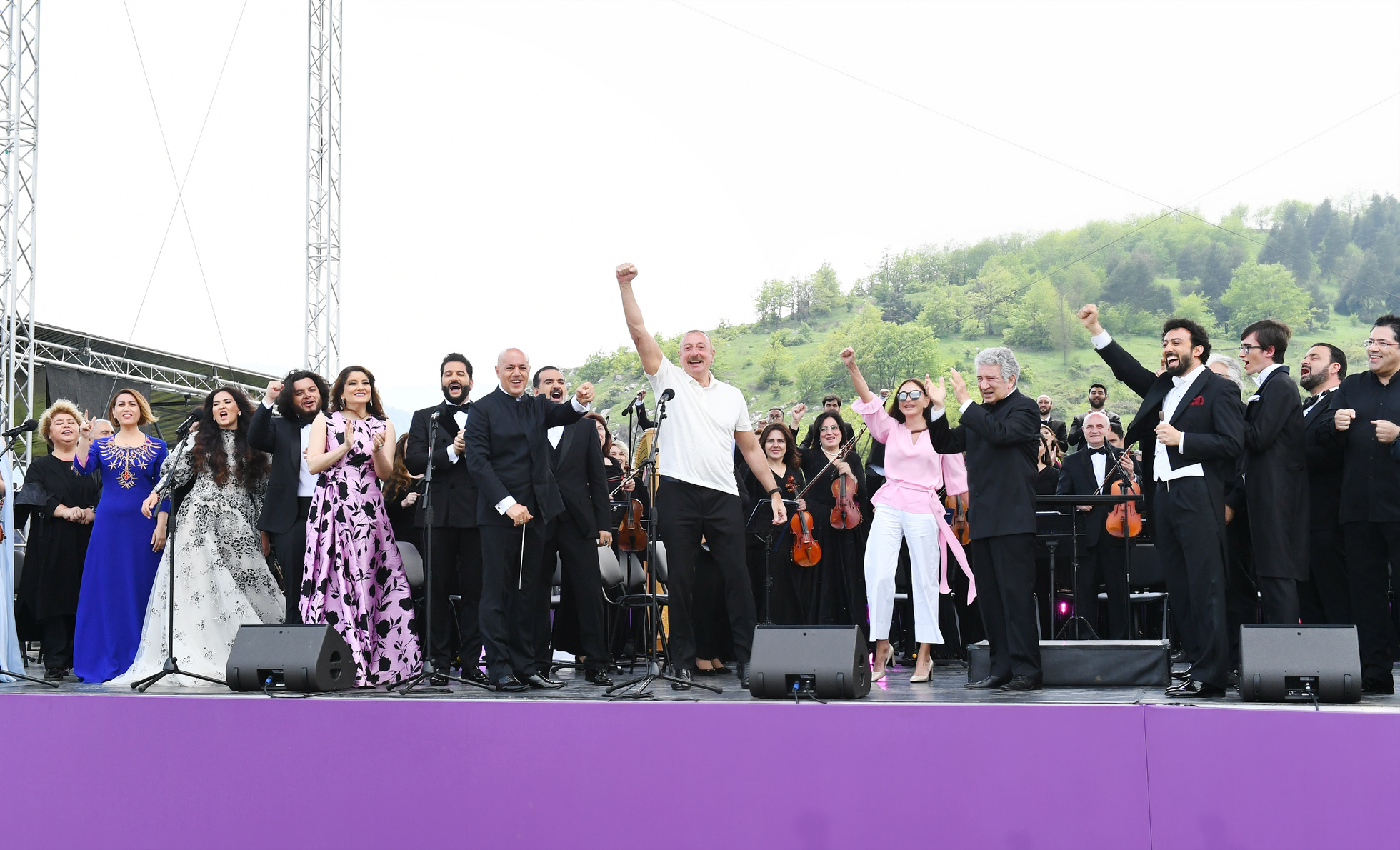
خطاب إلهام علييف في حفل الختام بعد المهرجان